# Ювачёв, Иван Павлович
Ива́н Па́влович Ювачёв (псевдоним Миролю́бов; 23 февраля [6 марта] 1860, Санкт-Петербург — 17 мая 1940, Ленинград) — революционер-народоволец, в корне пересмотревший свои взгляды и ставший духовным писателем. Отец Даниила Хармса. Автор многотомных дневников.

## Биография
Иван Ювачёв родился 23 февраля (6 марта) (после принятия в России григорианского календаря считал днём своего рождения 8 марта) 1860 года в Санкт-Петербурге, в семье дворцового полотёра Павла Ивановича Ювачёва (1820 — 24 июля 1903), служившего в Аничковом дворце, и Дарьи Ювачёвой (урождённой Харламовой). В семье было пятеро сыновей — Виктор, Андрей, Михаил, Петр, Иван — и дочь Анна (затем по мужу Чернышева).
В четырнадцать лет после окончания Владимирского уездного епархиального училища (Санкт-Петербург) Ювачёв хотел стать лесничим, однако родные уговорили его поступать в морское техническое училище. Конкурсные экзамены он сдал и поступил осенью 1874 года на штурманское отделение Технического училища Морского ведомства, которое окончил с отличием. Выпустился в 1878 году с чином кондуктора и специальностью штурмана, был среди первых учеников, вскоре произведён в прапорщики корпуса флотских штурманов. В то время ещё не кончилась русско-турецкая война — армии и флоту нужны были молодые офицеры, поэтому Ювачёв отправился служить на Черноморский флот. С тремя товарищами определён в город Николаев. Плавал на шхуне «Казбек», принимал участие в «занятии» Батума.
Из-за увлечения радикальными идеями, которое не укрылось от начальства, в 1879 году был списан на берег — помощником начальника метеорологической станции в городе Николаеве. В 1881—1882 годах плавал у берегов Крыма и Кавказа на шхуне «Келасуры», зиму проводил в Николаеве. Весной 1882 года познакомился с подполковником Михаилом Ашенбреннером, лидером подпольной организации, Ювачёв возглавил кружок военных офицеров.
В 1882 году вернулся в Петербург, где поступил в Военную академию. Здесь он установил связь с «Народной волей» и стал готовиться совершить покушение на царя (его отец жил в Аничковом дворце, и окна его квартиры были расположены так, что из них можно было сбросить взрывное устройство на выезжавшую из ворот карету царя). Это покушение не состоялось: 2 марта (по другим данным — 13 августа) 1883 года был арестован в связи с предательством Сергея Дегаева.
Военно-окружной суд 28 сентября 1884 года по «Процессу четырнадцати» приговорил Ювачёва к смертной казни, однако 6 октября казнь заменили на пятнадцать лет каторги. Остальные участники ювачевского кружка, не участвовавшие в подготовке покушения на царя, были приговорены к административной ссылке, некоторые только уволены из флота.
Первые два года Ювачёв провёл в одиночных камерах Петропавловской и Шлиссельбургской крепостей (камера № 23), где перенёс духовное перерождение. Читал лекции воображаемым слушателям, сочинял стихи, переводил Библию с греческого языка. Так, по воспоминаниям Веры Фигнер, в январе 1885 года Шлиссельбург посетил товарищ министра внутренних дел генерал Пётр Оржевский. Войдя в камеру к Ювачёву, он застал его в молитве, с Библией в руках. На вопрос генерала, не желает ли он поступить в монастырь, последовал ответ: «Я не достоин».

### На Сахалине

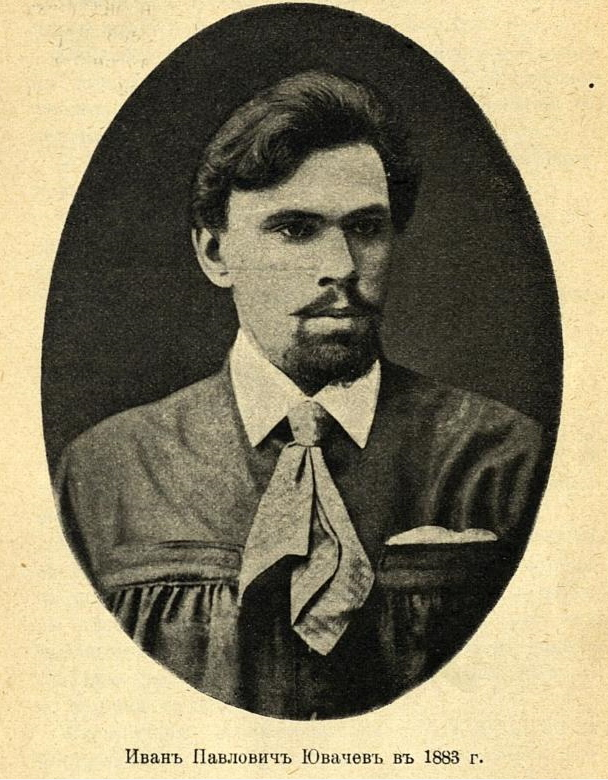
Иван Ювачёв в 1883 году

В 1886 году в трюме тюремного парохода, почти два месяца пути, переведён из Шлиссельбурга на Сахалин, где отбыл ещё 8 лет каторги (срок дважды сокращался на треть по царским манифестам). Первые годы провёл на тяжёлых работах. Плотничал на строительстве церкви. Впоследствии он, как бывший морской офицер, исполнял на Сахалине обязанности заведующего местной метеорологической станцией, занимался картографией, напечатал несколько брошюр, посвящённых климату острова. После освящения храма был его старостой. Стал писать рассказы под псевдонимом Миролюбов. Сотрудничал с журналами и газетами, писал очерки для различных изданий, в том числе для «Исторического вестника». Там же пришёл к вере.
Во время ссылки познакомился с Антоном Чеховым, который в своей повести «Рассказ неизвестного человека» (1893) сделал Ювачёва прототипом революционера.
На острове он пережил ещё одну жизненную трагедию. Во время отбытия каторги он познакомился с Марией Кржижевской. У них завязался роман и дело шло к свадьбе. Но в июне 1892 года Мария Антоновна скончалась от чахотки. Память о ней он пронёс через всю жизнь, постоянно заказывал службы в церкви, посвятил ей главу в книге «Восемь лет на Сахалине» и книгу «Святая Женщина», а также оставил после себя эпистолярный дневник, посвящённый Марии Кржижевской.
Когда на Сахалине появился собственный флот, стал капитаном первого сахалинского парохода.

### После освобождения
После освобождения в 1895 году жил во Владивостоке. Здесь в 1896 году он стал крёстным отцом поэта Венедикта Марта.
В 1897 году он, совершив кругосветное путешествие, вернулся в европейскую Россию.
В 1899 году вернулся в Санкт-Петербург, где служил в инспекции Управления сберегательными кассами, был членом-корреспондентом Главной физической обсерватории Академии наук, издал несколько книг с описанием Шлиссельбургской крепости, Сахалина и несколько религиозно-нравоучительных книг, издававшихся Обществом трезвости.
В 1902 году женился на Надежде Ивановне Колюбакиной, которая заведовала «Убежищем для женщин, вышедших из тюрем Санкт-Петербурга». Она была родом из дворян Саратовской губернии. Имение её родителей находилось в селе Дворянская Терешка, в Хвалынском уезде, в настоящее время село Радищево Ульяновской области. Там же Колюбакиным принадлежало несколько деревень, в том числе Колюбаковка.
Жили супруги Ювачёвы в казённой квартире, в здании убежища. Здесь через два с половиной года, 30 декабря 1905, родился их сын Даниил; в семье была также младшая дочь Елизавета (в замужестве Грицына), двое других детей умерли в раннем возрасте.
Позже Иван Ювачёв участвовал в географической экспедиции в Средней Азии, совершил паломничество в Палестину, служа в управлении сберегательных касс, объездил с командировками всю страну. Находился в переписке и дружбе с Чеховым, Толстым, Волошиным. Вместе с женой занимался социальной реабилитацией женщин, вышедших из мест заключения.
После революции до пенсии служил главным бухгалтером Волховстроя, потом — историком-архивистом. Состоял членом общества «Каторга и ссылка», был персональным пенсионером, членом секции научных работников.
Когда в конце 1931 года Хармса (и нескольких его товарищей) арестовали, Иван Павлович мобилизовал все свои «политкаторжные» связи, ездил в Москву, и в результате вместо трёх лет лагеря писатель, обвиненный во «вредительской деятельности в области детской литературы», отделался несколькими месяцами ссылки в Курск.
В эти годы И. П. Ювачёв писал «в стол» богословские работы, изучал иконографию Богоматери, не пропускал ни одной церковной службы, строго соблюдал посты. Много занимался с маленьким внуком Кириллом Грицыным (сыном Елизаветы Ивановны), рано ложился, рано вставал.
До второго ареста сына Иван Павлович не дожил: он умер 17 мая 1940 года в возрасте 80 лет от заражения крови. Похоронен на Литераторских мостках (фото могилы).

## Работы
- Курбан-Джа-Датха, кара-киргизская царица Алая // [[Исторический вестник]]. № 12, 1907. Восточная литература. Дата обращения: 11 февраля 2011. Архивировано из оригинала 15 октября 2011 года.
- Восемь лет на Сахалине. — СПб., 1901.
- Святая Женщина.
- Шлиссельбургская крепость. — М., 1907.
- Между миром и монастырём. Очерки и рассказы. — СПб., 1903.
- Сестра Варвара. — СПб., 1903.
- Тайны Царства Небесного.
- Паломничество в Палестину к гробу Господню: очерки путешествия в Константинополь, Малую Азию, Сирию, Палестину, Египет и Грецию. — СПб., 1904. —367 с.; 126 с. ил.
- Монашество и трезвость. — СПб., 1909.
- Апокалипсис/Св. Андрей, архиепископ Кесарийский / Со вступ. очерком Ив. Ювачева. — 1909.
- Десятилетие на кафедре С.-Петербургской митрополии первосвятителя русской церкви. (1898—1908) — 1909.
- Могила Гапона // Исторический вестник, 1909, № 10.
- Да будут все едино. — 1911.
- Сыны века сего мудрее сынов царствия : (По поводу открытых писем и граммофон. пластинок). — 1912.
- Война и вера : Очерк всемирной войны (1914—1916 гг.) — 1915.
- Борьба с хунхузами на манчжурской границе.
- Русские школы в Сирии.
- Закавказские сектанты.
- Через два океана.
- Искания вождя Михаила.
- Монастырь-тюрьма.
- Распечатанные алтари.
- Пророк конца.